# 圭亞納地區 (委內瑞拉)

圭亞納地區

圭亞納地區（西班牙語：Región Guayana），又稱西屬圭亞那，是委內瑞拉的9個政治行政區域之一，範圍包含玻利州、亞馬遜州、阿馬庫羅三角洲州。人口1,776,545人，面積458,344平方公里。最大城市為圭亞那城。
圭亞那地區幅員遼闊，佔全國面積的一半以上，地勢變化也很大。該區擁有豐富的礦產資源，包括鐵礦石和鋁土礦；該地區還擁有廣闊的森林和大型河流（如奧里諾科河和卡羅尼河），為該國提供大部分電力以及巨大的旅遊潛力，世界上最高瀑布安赫尔瀑布即在此區。
- 安赫尔瀑布
- 罗赖马山
- 圭亞那城